# Förderschule Erich Kästner

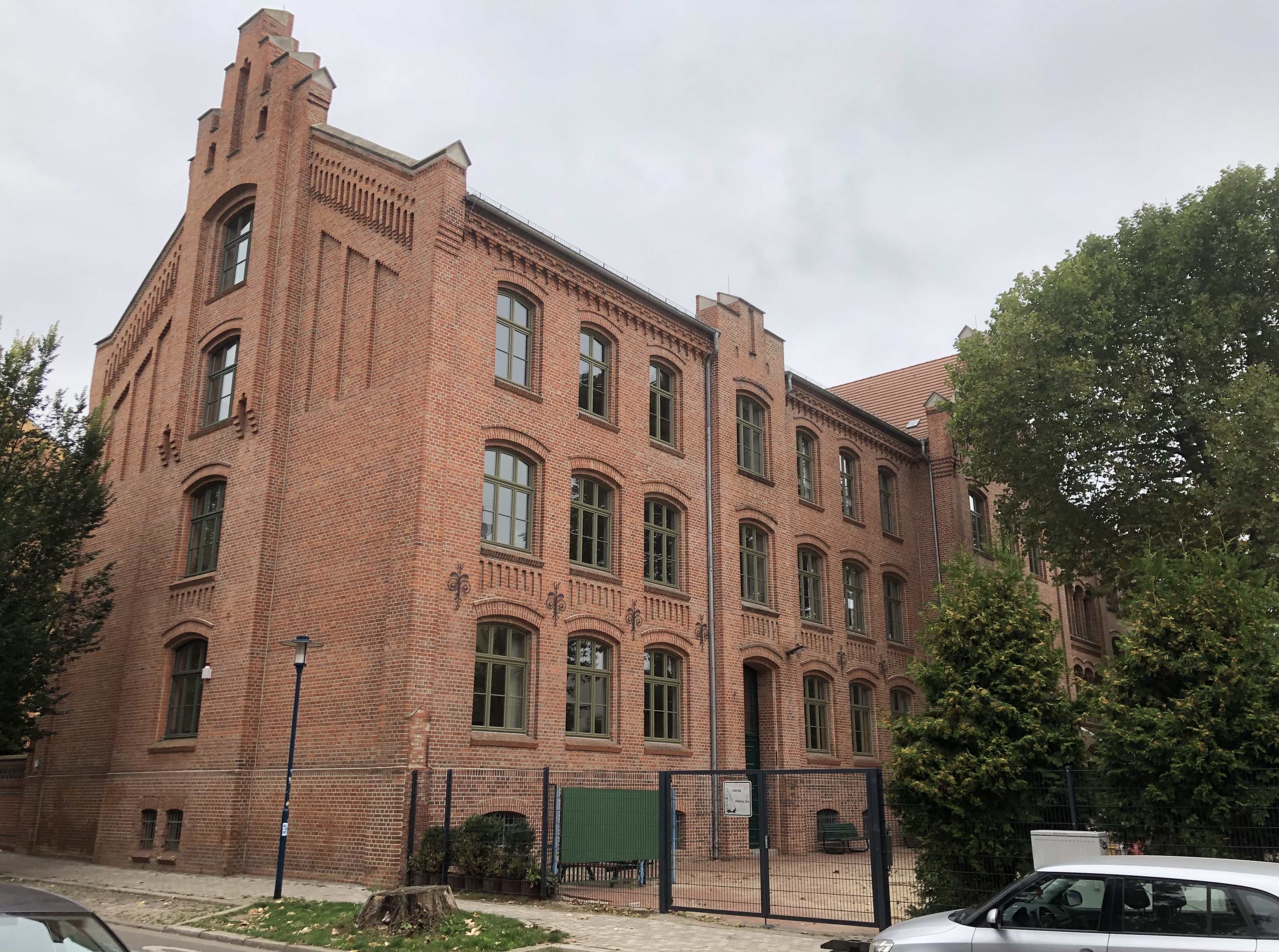
Erich-Kästner-Schule, 2021

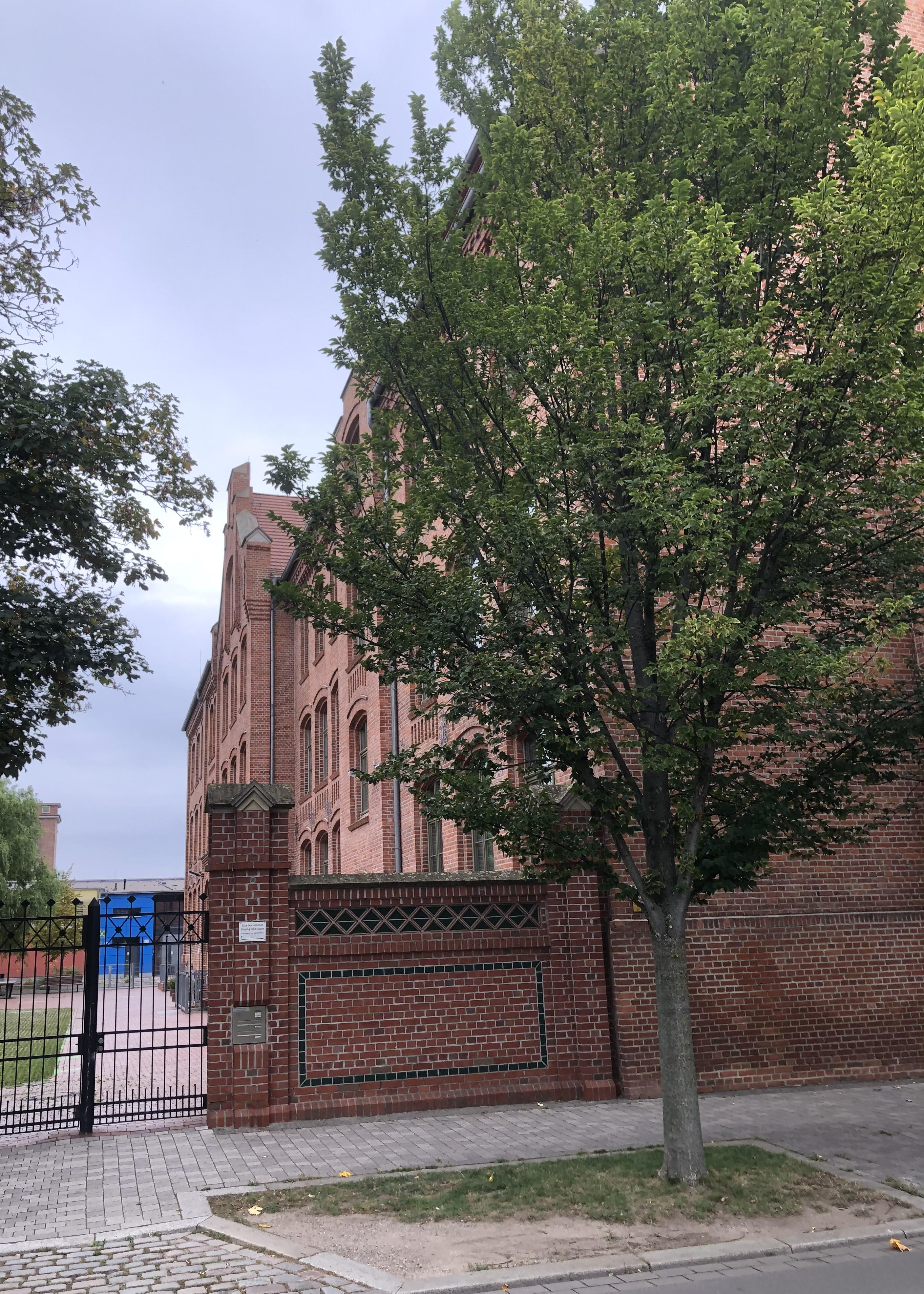
Westseite, Blick von Süden

Die Förderschule Erich Kästner ist eine Förderschule in Magdeburg in Sachsen-Anhalt. Das Schulgebäude steht unter Denkmalschutz. Benannt ist die Schule nach dem deutschen Schriftsteller Erich Kästner.

## Lage
Die Schule befindet sich giebelständig auf der Nordseite der Thiemstraße im Magdeburger Stadtteil Buckau an der Adresse Thiemstraße 5. Nach Norden zieht sich das Schulgebäude bis zur Kapellenstraße hin.

## Ausrichtung
Die Förderschule Erich Kästner wird als Förderschule für Kinder mit Lernbehinderungen betrieben. 15 Lehrer unterrichten Kinder in zwölf Klassen. Es gibt zwei pädagogische Mitarbeiter. (Stand 2021)

## Architektur und Geschichte
Das aus roten Ziegeln und in geringem Umfang mit Werksteinen errichtete Schulgebäude entstand in mehreren Bauabschnitten ab 1874 im Stil der Neogotik als Volksschule Buckau. Kurz zuvor, 1872/1873, war nördlich des Grundstücks in der Kapellenstraße ein Neubau für die seit den 1860er Jahren bestehende Buckauer Bürgerschule durch Christian Albrecht Schmidt nach Plänen der Berliner Architekten Ebe und Benda errichtet worden.
Durch die mehrfache Erweiterung wurde das Schulhaus sehr langgestreckt ausgeführt, bei zugleich nicht symmetrischer Fassade. Zunächst wurde der südliche Teil der heutigen Kästnerschule zur heutigen Thiemstraße hin gebaut. Baumeister waren die für die projektierende Magdeburger Bau- und Creditbank tätigen Albert Marcks und Albert Favreau. Die Planung erfolgte 1874, der tatsächliche Bau des dreigeschossigen Gebäudes dann im Jahr 1875 wiederum durch Christian Andreas Schmidt und die Gebrüder Mahrenholz. Die Baukosten beliefen sich auf 86739 Mark. Es entstanden im Erd- und ersten Obergeschoss jeweils vier Klassenzimmer. Im Erdgeschoss konnten so 64 bis 80 Mädchen, im ersten Obergeschoss gleich viel Jungen unterrichtet werden. Im zweiten Obergeschoss befanden sich neben der Wohnung des Rektors auch zwei weitere Klassenräume, die zur Unterrichtung von Jungen gedacht waren. Im Dachgeschoss wurden zwei Stuben und Wohnungen für Hilfslehrer untergebracht. Der Schuldiener lebte in einer Wohnung im Keller des Hauses.
Dieser erste Bauabschnitt wurde siebenachsig ausgeführt, wobei der Eingang in der mittleren als flacher einachsiger Risalit ausgeführten Achse angelegt wurde. An der Südseite entstand ein neogotischer, an sakrale Architektur erinnernder Staffelgiebel. Vermutlich entstand er nach Plänen von Christian Andreas Schmidt. Der Giebel ist mit einem aus Backstein erstellten Lanzettfries verziert. Es bestanden getrennte Schulhöfe für Mädchen und Jungen.
Die Einweihung der Schule erfolgte am 9. Juli 1875.
Die schnell wachsende Industriestadt Buckau brauchte jedoch bereits nach kurzer Zeit eine größere Schule. Im Jahr 1877 wurde das Gebäude daher nach Norden erweitert, wobei dieser Teil etwas tiefer ist als der südliche. Planung und Bau erfolgten durch Christian Andreas Schmidt. Es wurden so sechs weitere Klassenräume und zwei kleine Lehrerwohnungen geschaffen. Die Inbetriebnahme des Anbaus erfolgte am 1. April 1877.
Die West- und Ostfassade der Langseiten sind ähnlich, unterscheiden sich gestalterisch aber etwas. Die Fassaden sind insgesamt 15- bzw. 16-achsig ausgeführt und durch zwei flache Risalite geprägt. Der nördliche Risalit ist dreiachsig und verfügt über einen Giebel, der sich in der Gestaltung am Südgiebel orientiert. Neben dem Risalit ist auf der Westseite der Haupteingang angeordnet. Die Fensteröffnungen sind von Segmentbögen überspannt, wobei es unterschiedlich breite Fenster gibt.
Im Gebäudeinneren werden die Klassenräume durch lange durchgehende, mittige Flure erschlossen. Es besteht ein Haupt- und ein Nebentreppenhaus. Von der bauzeitlichen Ausstattung sind mehrere Türen und schmiedeeiserne Geländer erhalten (Stand 2006). Auf der Ostseite des Schulhauses liegt der Schulhof. Die Einfriedungsmauer ist in Teilen noch bauzeitlich und wurde im Übrigen im ursprünglichen Erscheinungsbild ergänzt.
1883 wurde die Unterrichtung der Jungen aus dem Schulgebäude ausgelagert und in das neu errichtete Schulgebäude in die heutige Karl-Schmidt-Straße 24 verlegt.
Eine weitere Erweiterung der heutigen Kästnerschule nach Norden fand dann 1890 statt. Es wurden vier bzw. fünf Achsen nach Plänen des Magdeburger Stadtbaurates Otto Peters angefügt. Auf Peters gehen auch die seitlich der Giebel befindlichen kleinen Türme zurück. Auch im Dachgeschoss dieser Erweiterung wurden wieder Wohnungen für Lehrkräfte eingerichtet. Auf der Nordseite wurde zugleich eine niedrige Latrine angefügt.
1898 wurde auch der Mädchenteil der Volksschule Buckau in ein neues Schulgebäude in der heutigen Karl-Schmidt-Straße 25 verlegt. Das Schulgebäude in der Thiemstraße diente sodann als Buckauer Bürgerknabenschule.
In der Zeit der DDR wurde im Schulgebäude eine Hilfsschule eingerichtet. Sie erhielt 1993 den Namen Erich-Kästner-Schule – Sonderschule für Lernbehinderte.
Im örtlichen Denkmalverzeichnis ist die Schule unter der Erfassungsnummer 094 17878 als Baudenkmal verzeichnet.
Das Schulgebäude markiert den älteren Schulstandort von Buckau und gilt als sozial- und stadtteilgeschichtlich wichtig. An dem Bau und den Bauphasen zeigt sich das im Zuge der Industrialisierung schnelle Wachstum Buckaus.